# Schlacht bei Hohenlinden
Ostrach – Feldkirch – Stockach I – Verona – Magnano – Cassano d’Adda – Bassignana – Frauenfeld – Winterthur – Zürich I – Trebbia – Mantua – Novi – Döttingen - Vlieter – Bergen – Gotthardpass – Teufelsbrücke – Dietikon – Zürich II – Linth – Muotatal – Näfels – Egmont – Castricum - Genola – Wiesloch – Genua – Rheinklingen – Engen – Stockach II –  Meßkirch – Biberach II – Montebello – Marengo – Höchstädt – Oberhausen – Brión – Hohenlinden – Walserfeld – Pozzolo – Kopenhagen – Algeciras I – Algeciras II
Die Schlacht bei Hohenlinden fand am 3. Dezember 1800 während der Napoleonischen Kriege bei den oberbayerischen Orten Hohenlinden und Maitenbeth  statt. Alliierte österreichisch-bayerische Truppen unter Johann von Österreich erlitten dabei eine schwere Niederlage gegen die französischen Truppen der Rheinarmee unter General Moreau. Nach dieser Niederlage war das österreichische Heer nicht mehr in der Lage, den französischen Vormarsch aufzuhalten. Kaiser Franz II. sah sich gezwungen, am 25. Dezember 1800 den Waffenstillstand von Steyr zu unterzeichnen. Durch den darauf folgenden, am 9. Februar 1801 unterzeichneten Frieden von Lunéville schied Österreich bis 1805 aus dem Krieg gegen Frankreich aus.

## Historischer Kontext
Im Gefolge der Französischen Revolution kam es von 1792 bis 1815 zu mehreren kriegerischen Auseinandersetzungen zwischen dem revolutionären Frankreich und wechselnden Koalitionen europäischer Mächte. Diese Auseinandersetzungen werden Koalitionskriege oder ab 1799 auch Napoleonische Kriege genannt.
Obwohl der erste Koalitionskrieg erst 1797 mit dem Frieden von Campo Formio geendet hatte, brach schon 1799 der Zweite Koalitionskrieg aus. Zu Beginn stand gegen Frankreich eine Allianz aus Großbritannien, Österreich, Russland, dem Osmanischen Reich, Portugal, Neapel und dem Kirchenstaat; aufgrund der Rückkehr Russlands zur bewaffneten Neutralität im Jahr 1800 und der britischen Konzentration auf das Engagement im Orient verblieb Österreich als einziger Gegner Frankreichs auf dem europäischen Festland.
Der von seiner Ägyptischen Expedition zurückgekehrte Napoleon Bonaparte übernahm den Befehl über die französischen Truppen in Oberitalien, wo er das österreichische Kontingent unter Feldmarschallleutnant Melas am 14. Juni 1800 in der Schlacht bei Marengo so entscheidend schlagen konnte, dass Melas am 15. Juni in einen Waffenstillstand einwilligen musste.
Parallel dazu operierte in Süddeutschland die Französische Rheinarmee unter General Moreau gegen das letzte operative Heer Österreichs unter Feldzeugmeister Paul Kray von Krajowa.

## Die Ereignisse vor der Schlacht
Anfang Juni begann Moreaus Streitmacht mit etwa 120.000 Mann ihre Offensive auf einer Breite von Straßburg bis zum Bodensee. Schon am 18. Juni nahmen französische Truppen München ein, die österreichisch-bayerischen Truppen zogen sich hinter den Inn zurück, nur Wasserburg, Mühldorf, Kraiburg und einige andere Orte an Inn und Salzach wurden als Brückenköpfe gehalten und befestigt. Zwischen Erding und Ebersberg hatten etwa 105.000 französische Soldaten Stellung bezogen. Am 15. Juli 1800 wurde ein Waffenstillstand bei Parsdorf abgeschlossen und am 20. September in Hohenlinden nochmals verlängert. Da man in Wien mit seinen Leistungen unzufrieden war, wurde Feldzeugmeister Kray von seinem Kommando abgelöst, seine Nachfolge übernahm der erst achtzehnjährige Johann von Österreich.
Nachdem eingeleitete Friedensverhandlungen in Lunéville ergebnislos verlaufen waren, kündigte Bonaparte mit Wirkung vom 28. November den Waffenstillstand auf. Das Koalitionsheer blieb jedoch entgegen den Erwartungen der Franzosen nicht in seiner festen Defensivposition, sondern überschritt in einer Stärke von etwa 60.000 Mann den Inn. Am 1. Dezember kam es zu Zusammenstößen zwischen Haag in Oberbayern und Mühldorf am Inn, woraufhin Moreau seine Truppen im Lauf des 2. Dezember hinter Haag zurücknahm und bei Hohenlinden ca. 70.000 Mann konzentrierte. Aufgrund dieser Absetzbewegung gelangte man im österreichischen Hauptquartier zu der Fehleinschätzung, der Weg nach München sei bereits frei, und befahl den Marsch nach Westen.
Die französischen Truppen befanden sich jedoch weiterhin westlich des Großhaager Forstes. Der linke (nördliche) Flügel mit den Divisionen Bastoul und Legrand stand auf der Linie Hohenlinden – Hörlkofen – Erding, das Zentrum mit den Divisionen Grouchy und Ney stand östlich von Hohenlinden bei Stockach und der rechte (südliche) Flügel mit den Divisionen Decaen und Richepanse bei Ebersberg und Steinhöring.

## Die Schlacht

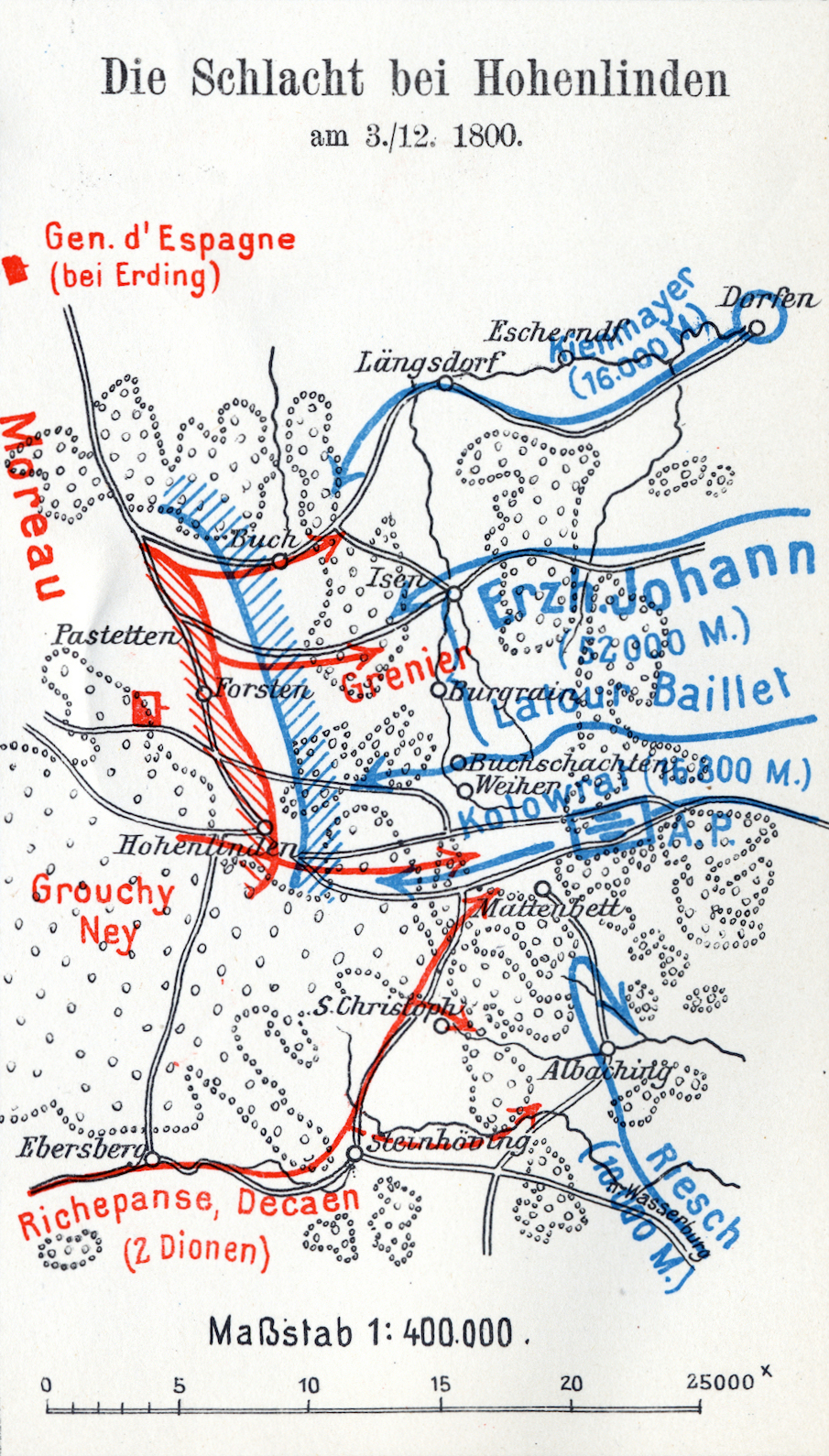

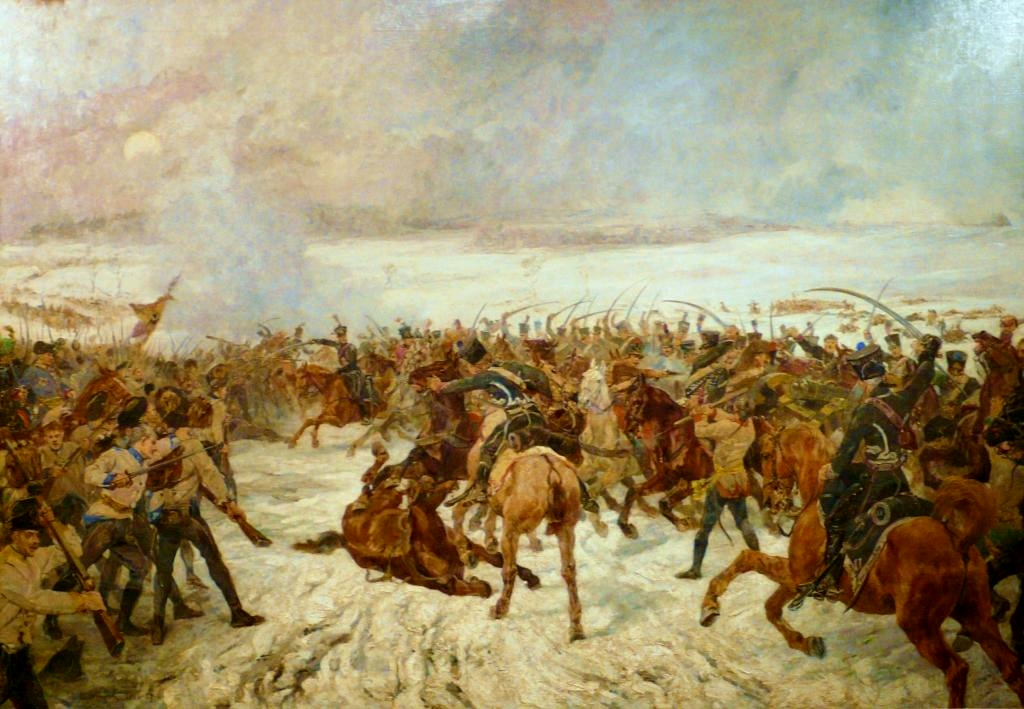
Das 11^{e} régiment de chasseurs à cheval wirft bei Hohenlinden österreich-ungarische Grenadiere

Um fünf Uhr am Morgen des 3. Dezember eröffnete die bereits in Kreith und Birkach stehende österreichische Vorhut unter General Löppert vorzeitig das Feuer auf die französischen Stellungen, während das österreichisch-bayerische Gros, die Division General Kolowrats, von Haag aus auf der Straße Richtung Westen unterwegs war, wo heute die Bundesstraße 12 verläuft. Die Truppen, die bereits auf freiem Feld biwakiert hatten, wurden durch dichten Schneefall und wetterbedingt schlechte Wege weiter erschöpft.
Der rechte Flügel unter Kienmayer konnte zwar im Norden bei Isen, Harthofen und Buch am Buchrain die französischen Truppen zurückdrängen, der linke Flügel unter Riesch hatte es jedoch schwer, in sumpfigem Gelände südöstlich von Maitenbeth voranzukommen, und fiel zurück.
Die ersten Einheiten der Division Kolowrat erreichten gegen sieben Uhr den Ausgang des Forstes und gerieten östlich von Hohenlinden bei Kreith sehr bald in Gefechte mit den in Schlachtordnung angetretenen französischen Truppen Grouchys, während die nachfolgenden Einheiten auf einer Länge von sieben Kilometern auf der Straße durch den Großhaager Forst zusammengepfercht waren und die Kommunikation innerhalb der Marschkolonne durch das schlechte Wetter fast zum Erliegen kam. Obwohl Kolowrat jede am Forstausgang eintreffende Einheit ins Gefecht schickte, hielt die französische Linie stand.
Die endgültige Entscheidung fiel jedoch am südlichen Flügel. Hier war die französische Flügeldivision unter General Richepanse um vier Uhr morgens aufgebrochen, hatte sich bei St. Christoph nördlich von Steinhöring vereinigt und ging ab 7:15 Uhr auf Maitenbeth vor. General Rieschs Division, ohnehin schon zu langsam, marschierte südöstlich nach Albaching statt östlich nach Marsmaier und verspätete sich weiter. Als die Truppen des österreichischen Südflügels schließlich bei Schützen auf die französischen Truppen trafen, wurden sie bereits von der ebenfalls südlich von Maitenbeth aufmarschierenden Division Decaen so bedrängt, dass sie den Angriff auf Maitenbeth nicht mehr verhindern konnten.
Gegen 9:00 Uhr gab General Richepanse den Angriffsbefehl auf Maitenbeth. Von Süden und Südwesten angreifend, konnten die 8. Halbbrigade und das 1. Chasseursregiment Maitenbeth einnehmen, wobei Kürassiere von Regiment Nassau-Usingen, bereits abgesessen, überrascht und gefangen genommen wurden.
Damit war das östliche Ende des Forstes unter französischer Kontrolle. Die 48. französische Halbbrigade ging nun westlich durch den Forst vor, um der Division Kolowrats in den Rücken zu fallen. Obwohl eine bayerische Batterie reitender Artillerie und ein bayerisches Infanteriebataillon des Generals von Wrede im Forst kehrtmachten, konnte der französische Angriff nicht gestoppt werden. Da die Widerstandskraft der von zwei Seiten bedrängten Division Kolowrats spürbar nachließ, gab Moreau am späten Vormittag den Divisionen Grouchy und Ney vor Hohenlinden den Befehl, Angriffskolonnen zu bilden und gegen den westlichen Ausgang des Forstes vorzugehen.
Als sich schließlich nach Osten vorstoßende Dragoner der französischen Division Ney und die von Osten kommende 48. Halbbrigade am Forstausgang trafen, waren Kolowrats Truppen praktisch aufgerieben.
Am östlichen Ende des Forstes bei Maitenbeth unternahmen Kavallerieeinheiten unter Fürst Liechtenstein verbissene Angriffe, um die Stellungen bei Maitenbeth wieder einzunehmen. Unterstützt von einer Artilleriebatterie bei Berg, gingen Chevaulegers von Kreuz aus gegen Maitenbeth vor, unterstützt durch weitere Schwadronen aus östlicher Richtung. Obwohl die dominierende französische Batterie in der Höhenstellung kurzzeitig erreicht und eine Haubitze erobert werden konnte, konnten die 8. Halbbrigade und das 1. Chasseursregiment die Stellung halten, bis Richepance gegen 15:00 Uhr mit Verstärkungen aus dem Forst zurückkehrte und die Truppen Fürst Liechtensteins zum Rückzug hinter Haag zwang. Auch auf den Flügeln zogen sich die österreichisch-bayerischen Truppen nun zurück.

## Folgen
Insgesamt verloren die Kaiserlichen rund 12.000 Mann an Toten und Gefangenen und etwa 50 Geschütze, die bayerischen Hilfstruppen etwa 5.000 Mann mit ungefähr 24 Geschützen. Die französischen Verluste werden mit 2.500–6.000 Toten und Verwundeten angegeben.
Das österreichische Heer zog sich in völliger Auflösung in Richtung Österreich zurück, von Moreau nur langsam verfolgt. Dennoch erlitt das österreichische Heer in der Schlacht am Walserfeld vom 12. bis 14. Dezember erneut eine schwere Niederlage. Auch Erzherzog Karl, der am 17. Dezember seinen Bruder Johann als Oberbefehlshaber ablöste, konnte aus den Heerestrümmern keine Feldstreitmacht mehr formen, so dass der Weg nach Wien für Moreau frei war.
In dieser Situation unterzeichnete Kaiser Franz II. am 25. Dezember 1800 den Waffenstillstand von Steyr, dem am 9. Februar 1801 der Friede von Lunéville folgte. Dieser beendete den Krieg der zweiten Koalition gegen Frankreich und bestätigte den Frieden von Campo Formio von 1797. Frankreich erhielt die seit 1795 besetzten linksrheinischen Gebiete, auf die es schon früher Anspruch erhoben hatte. Das Reich wurde zur Entschädigung der von den Gebietsverlusten betroffenen deutschen Fürsten verpflichtet, was 1803 durch den Reichsdeputationshauptschluss umgesetzt wurde.

## Nachwirkung

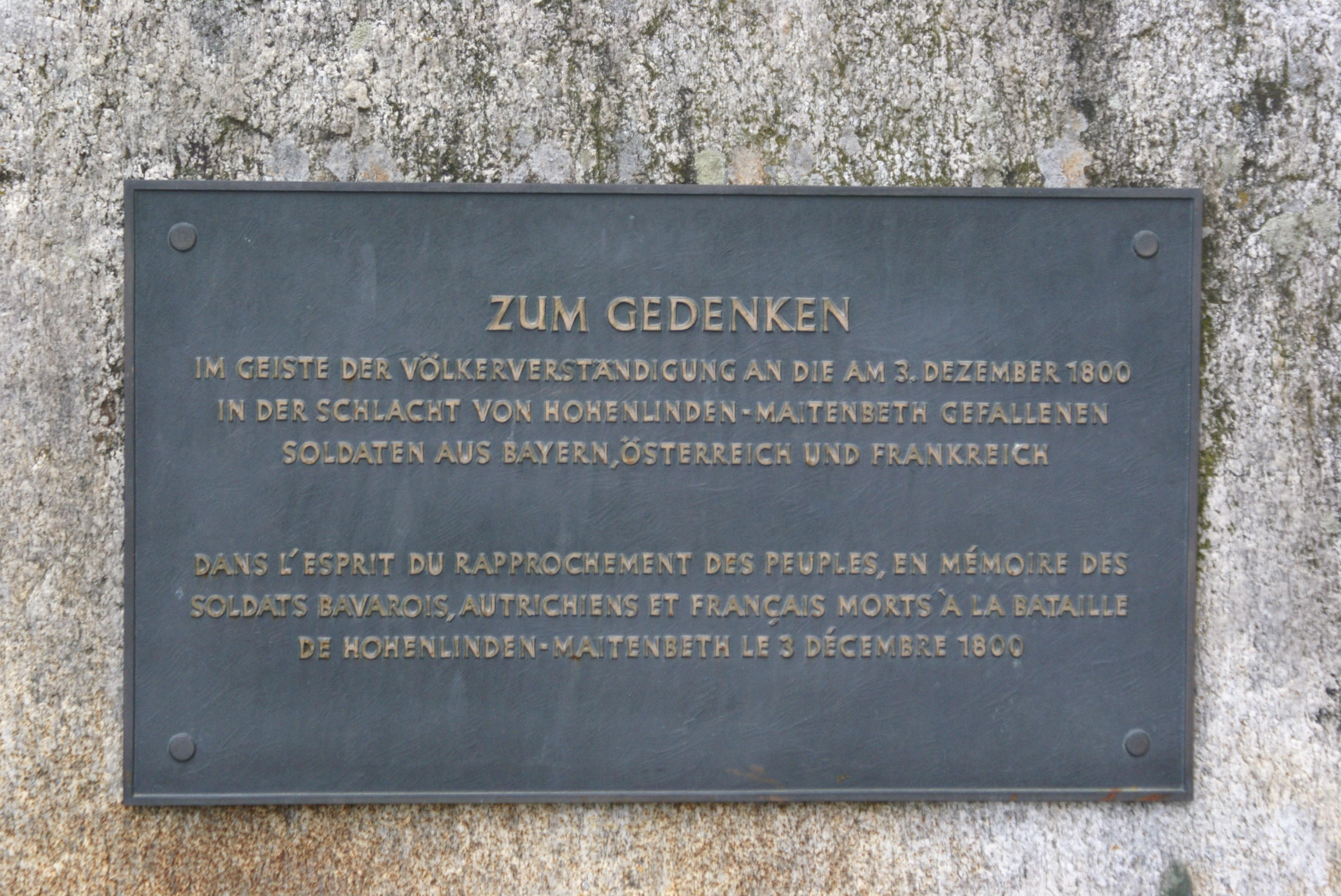
Gedenktafel an der Kirche von Maitenbeth

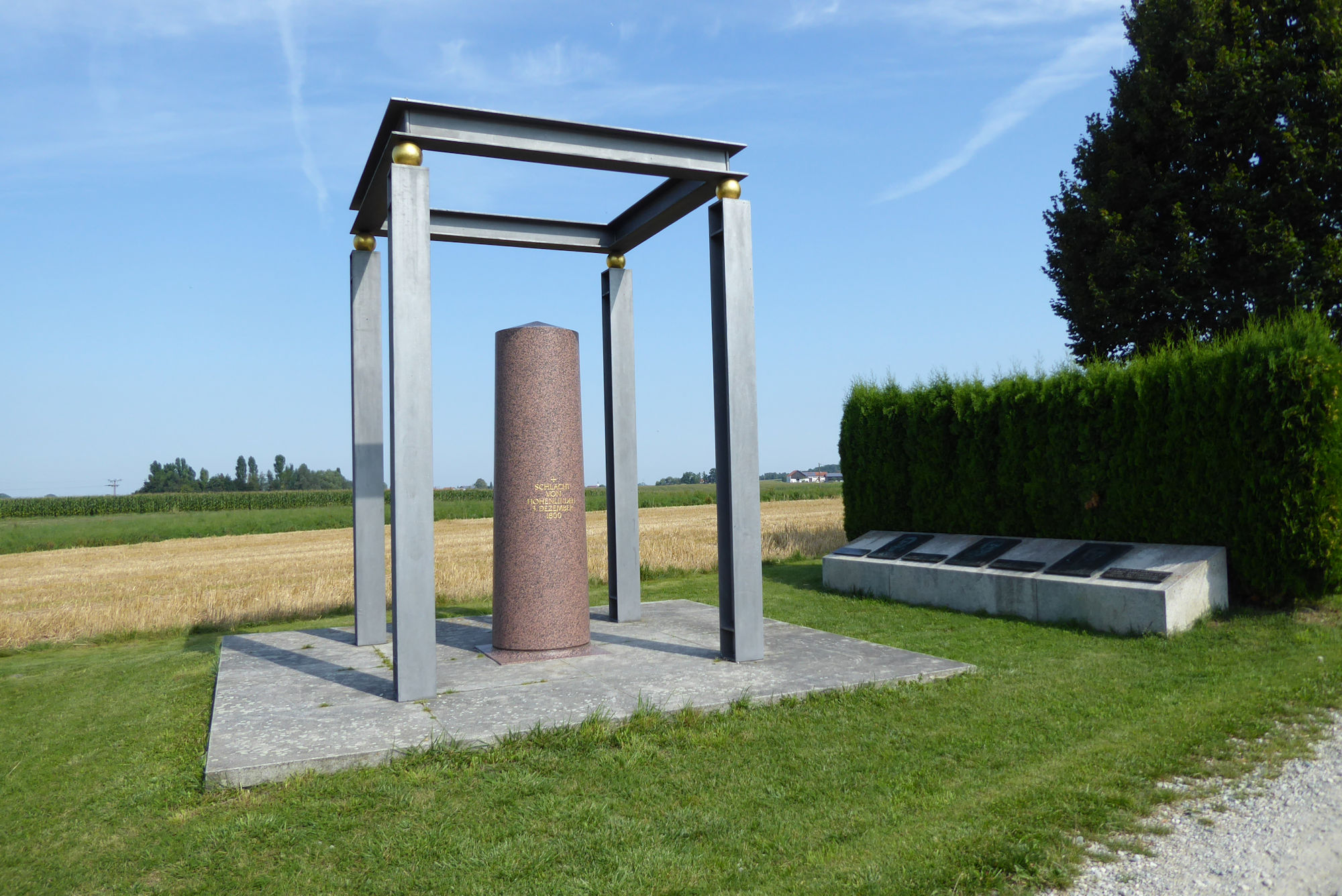
Denkmal zur Schlacht von Hohenlinden zwischen Hohenlinden und Kronacker

- In beiden Hauptorten der Schlacht finden sich heute Gedenktafeln. In Hohenlinden am Haus Hauptstraße 7 und am Gasthof zur Post, in Maitenbeth wurde am Kriegerdenkmal neben der Kirche ein Gedenkstein mit Tafel aufgestellt.
- Am 5. Dezember 1998 wurde in Hohenlinden in der Nähe der Grundschule, am Weg nach Kronacker, ein Denkmal aufgestellt.
- Zum 200. Jahrestag der Schlacht wurde im Sommer 2000 in Hohenlinden das Freilichtspiel Knechte der Schlacht aufgeführt. Am Jahrestag, dem 3. Dezember 2000, fand ein Fest- und Gedenkakt in Hohenlinden statt.[1]
- Der schottische Dichter Thomas Campbell verfasste das Gedicht Hohenlinden